# Franca Capetta
Franca Capetta (Este, Italia; 8 de diciembre de 1936 – 5 de julio de 2023) fue una tiradora con arco de Italia que compitió en los Juegos Olímpicos.

## Carrera

### Juegos Olímpicos
Su primera aparición en los Juegos Olímpicos fue en Montreal 1976 en el evento individual donde terminó en el lugar 12. Cuatro años después participó en Moscú 1980 donde finalizó en décimo lugar.

### Juegos Mediterráneos
Ganó la medalla de oro en los Juegos Mediterráneos de 1979.